# Archileptocera nigra
Archileptocera nigra är en tvåvingeart som beskrevs av Marshall 1998. Archileptocera nigra ingår i släktet Archileptocera och familjen hoppflugor. Inga underarter finns listade i Catalogue of Life.